# Resolution 6 des UN-Sicherheitsrates
Die Resolution 6 des UN-Sicherheitsrates ist eine Resolution, die der Sicherheitsrat der Vereinten Nationen am 17. Mai 1946 in seiner 42. Sitzung einstimmig beschloss. Sie beschäftigte sich mit dem Aufnahmeverfahren für neue Mitglieder der Vereinten Nationen (UNO). Konkret nannte der Sicherheitsrat verschiedene Termine und setzte ein Gremium zur Überprüfung der Aufnahmekandidaten ein.

## Inhalt
Der Sicherheitsrat nahm den Inhalt des Artikels 4 der Charta der Vereinten Nationen zur Kenntnis, in dem die Aufnahmekriterien und das Aufnahmeverfahren für neue Mitgliedsstaaten der UNO geregelt ist.
Außerdem nahm er zur Kenntnis, dass die Generalversammlung, die neue Mitglieder auf Empfehlung des Sicherheitsrates aufnimmt, plante am 3. September 1946 zusammenzutreffen.
Der Sicherheitsrat beschloss, Aufnahmeanträge, die der Generalsekretär der UNO erhalten hat, in speziell dafür anberaumten Sitzungen im August 1946 zu behandeln.
Alle Anträge, die der Generalsekretär vor dem 15. Juli erhält, sollten von einem Komitee, dass aus jeweils einen Repräsentanten jedes Sicherheitsratsmitglieds bestehen sollte, überprüft werden. Dessen Bericht sollte bis spätestens 1. August dem Sicherheitsrat übermittelt werden.

## Nachträgliche Veränderung
Am 24. Juli 1946 beschloss der Sicherheitsrat auf seiner 51. Sitzung, dass, wegen der Vertagung des Treffens der Generalversammlung, alle Datumsangaben in der Resolution 6 nachträglich verändert werden. Sie sollten genau um die Zeitspanne verschoben werden, die die Generalversammlung später zusammentrat.

## Folgen
Der Sicherheitsrat beriet wie vorgesehen im August 1946 über die Aufnahme verschiedener Kandidaten. In der Resolution 8 vom 29. August empfahl er die Aufnahme Afghanistans, Islands und Schwedens. Die Empfehlung einer Aufnahme Siams (dem heutigen Thailand) erfolgte aber erst in der Resolution 13 vom 12. Dezember.